# Бютлер, Хайнц
Хайнц Бютлер (нем. Heinz Bütler; род. 1942, Цюрих) — швейцарский кинорежиссёр-документалист.
По образованию лингвист-переводчик. Работал в различных швейцарских телекомпаниях, с 1980 г. независимый режиссёр. Известен, главным образом, серией документальных фильмов о выдающихся художниках и фотографах, над которыми работает в 2000-е гг. на студии «NZZ Film», принадлежащей газете «Neue Zürcher Zeitung». Вышли ленты об Этторе Сотсассе (нем. Ettore Sottsass — Der Sinn der Dinge; 2002), Анри Картье-Брессоне (нем. Henri Cartier-Bresson — Biographie eines Blicks; 2003), Бальтюсе (нем. Balthus — Glatte, reiche Schönheit; 2003), Альберто Джакометти (нем. Alberto Giacometti — Die Augen am Horizont; 2005, с участием Яна Крюжье), Феликсе Валлотоне (нем. Félix Vallotton — Maler gegen die Zeit; 2005), Эдуарде Куинне (нем. Riviera Cocktail / Edward Quinn — Photographer — Nice; 2006), Фердинанде Ходлере (нем. Ferdinand Hodler — Das Herz ist mein Auge; 2007), «Ночь светлее дня, или Короткая жизнь художника Андреаса Вальзера» (нем. Die Nacht ist heller als der Tag — Das kurze Leben des Malers Andreas Walser; 2007).